# Bataille de Chuanbi
Première guerre de l'opium
Batailles
m
- Kowloon
- Chuanbi (1re)
- Chusan (1re)
- Barrière
- Chuanbi (2e)
- Bogue
- Première barre
- Whampoa
- Broadway
- Canton (1re)
- Canton (2e)
- Sanyuanli
- Amoy
- Chusan (2e)
- Chinhai
- Ningpo
- Tzeki
- Chapu
- Woosung
- Chinkiang
- Nerbudda

La bataille de Chuanbi (穿鼻之战, Battle of Chuenpi) est un affrontement naval entre navires britanniques et chinois à l'entrée du détroit de Humen (en) (Bogue), dans la province du Guangdong, le 3 novembre 1839 durant la première guerre de l'opium. La bataille commence lorsque les frégates britanniques HMS Hyacinth (en) et HMS Volage (en) ouvrent le feu sur des navires chinois qu'ils considèrent comme hostiles.

## Contexte
Pour que les navires étrangers soient autorisés à accoster à Canton pour faire du commerce, les autorités chinoises exigent la signature d'un engagement acceptant de ne pas faire de trafic d'opium. Le capitaine Charles Elliot, surintendant en chef du commerce britannique en Chine, ordonne aux navires britanniques de ne pas signer l'engagement car si de l'opium est trouvé, la cargaison sera confisquée et les auteurs exécutés. Cela gêne à son tour le commerce des navires marchands britanniques en Chine. En octobre 1839, un cargo, le  Thomas Coutts, sous le commandement du capitaine Warner, arrive à Canton en provenance de Singapour avec à son bord du coton de Bombay, et, puisque le capitaine ne fait pas de commerce d'opium, il défie la demande d'Elliot et signe l'engagement chinois. Il était d'avis que l'interdiction de signature d'Elliot n'était pas valide en vertu du droit anglais,.

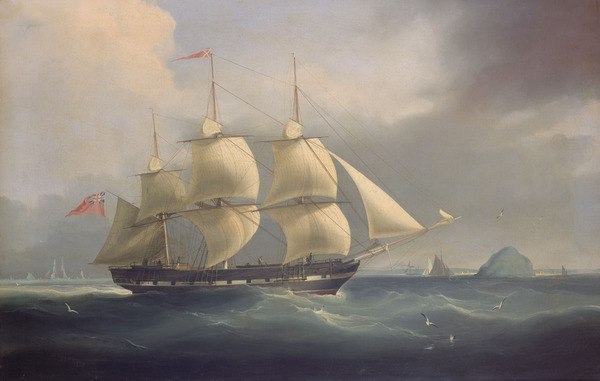
Le Thomas Coutts en 1836.

Avant que Warner ne quitte la Chine, le commissaire impérial Lin Zexu  lui remet une lettre adressée à la reine Victoria dans laquelle il désapprouve l'utilisation de l'opium et demande l'arrêt de ce trafic. Après son arrivée à Londres, il remet la lettre à un copropriétaire du Thomas Coutts, qui a demandé un rendez-vous avec le secrétaire d'État aux Affaires étrangères Lord Palmerston. Après que le bureau de Palmerston ait refusé de le recevoir, Warner transmet la lettre au Times, qui la publie. Considérant le défi de Warner comme une menace pour son autorité, Elliot ordonne aux HMS Hyacinth (en) et HMS Volage (en) de se positionner à 1,6 km au sud de la batterie de Chuanbi le 27 octobre pour bloquer tout autre navire britannique à destination de Canton.

## Bataille

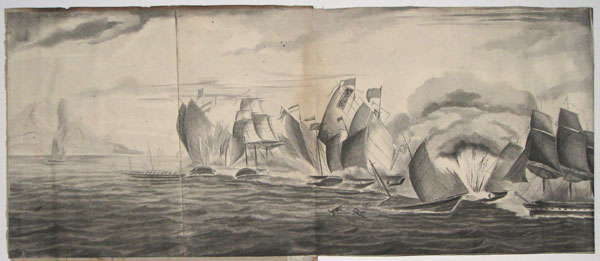
Bataille navale proche de Hong Kong entre les chinois et les anglais.

Après qu'un second navire britannique, le Royal Saxon (en), ait tenté de défier le blocus d'Elliot le 3 novembre 1839, le Volage, commandé par le capitaine Henry Smith (en), tire un coup de semonce devant la proue du Royal Saxon. En réponse, les jonques de guerre chinoises dirigées par l'amiral Guan Tianpei (en) se déplacent pour protéger le Royal Saxon. Après qu'Elliot ait cédé à la pression de Smith de lancer une attaque, les navires britanniques plus manœuvrables approchent les navires chinois et envoient une bordée d'artillerie à tribord.
Smith écrit : « Je ne concevais pas qu'il conviendrait à la dignité de notre drapeau, à la sécurité de la marine marchande, et à mon propre caractère, de me retirer devant une force aussi imposante, envoyée à ce moment évidemment dans un but d'intimidation ». Selon un rapport chinois de Wei Yuan, « cinq de nos navires de guerre sont allés préserver l'ordre sur le littoral » et « les Anglais ont pris nos drapeaux rouges pour une déclaration de guerre et ont ouvert le feu. En Europe, un drapeau rouge signifie la guerre, et un blanc la paix ».
Un brûlot chinois coule immédiatement et une jonque de guerre explose après que sa réserve de munition ait été frappée.  Après la première manche, le Volage et le Hyacinth font demi-tour et répètent la même manœuvre en utilisant leurs bordées babord. Les canons stationnaires des navires chinois ne peuvent pas être dirigés efficacement. Une jonque explosée, trois autres coulées et plusieurs autres endommagées, confrontée à une puissance de feu supérieure, la flotte chinoise s'éloigne, à l'exception du vaisseau amiral à 12 canons de Guan, qui riposte. Comme cela représente une menace minime, Elliot ordonne à Smith d'arrêter de tirer, permettant au vaisseau amiral endommagé de s'éloigner. Le Volage a subi de légers dommages dans ses voiles et son gréement, et le mât d'artimon du  Hyacinth a été touché par un boulet de 12 livres (5,4 kg). Un marin britannique est blessé et 15 Chinois ont été tués.

## Conséquences
Le Royal Saxon navigue jusqu'à Canton et Elliot retourne à Macao. L'historien Bruce A. Elleman écrit que « l'origine de cette bataille n'était même pas entre les Britanniques et les Chinois, mais était en réalité le résultat des combats de la marine britannique pour arrêter l'un des propres navires britanniques d'Elliot qui avait refusé de soutenir ses principes de libre-échange. La « bataille de Chuanbi », peut-être plus que tout autre affrontement pendant la guerre de l'opium, a clairement révélé les tensions sous-jacentes du libre-échange ».